# Anne-Karin
Anne-Karin (* 29. März 1948 in Elversberg, heute Spiesen-Elversberg, Saarland; eigentlich Anne-Karin Mayer) ist eine deutsche Schlagersängerin.

## Leben
Anne-Karin war in ihrer Jugend im Leistungssport aktiv, unter anderem war sie saarländische Jugendmeisterin im 100-Meter-Lauf. Nach der Schule studierte sie in Saarbrücken Sportwissenschaft und schloss als Diplomsportlehrerin ab.
Ende der 1960er Jahre wurde sie als Sängerin entdeckt. Ihre erste Single erschien 1969 bei Trans-World-Records (TWR 14 284 AT) mit den Titeln Ich will warten, bis für mich die Liebe kommt und Alle Rosen der Welt. Mit Traummelodie für zwei hatte sie 1972 ihren ersten Erfolg und ihren ersten Auftritt in der ZDF-Hitparade. 1973 nahm sie am Deutschen Schlager-Wettbewerb teil und erreichte mit Dreh dich weiter, Ballerina den 3. Platz. Im Jahr 1974 vertrat sie Deutschland beim Songfestival in Sopot, Polen und beim Internationalen Songfestival in Ljubljana, Jugoslawien (heutiges Slowenien). Sie nahm auch weiterhin deutsche Schlager auf und sang in mehreren Sprachen sowie in saarländischer Mundart. Ferner sang sie auch internationale Folklore, Chansons und Kinderlieder.
Ab 1974 arbeitete Anne-Karin als Rundfunk-Moderatorin beim Saarländischen Rundfunk. 1983 erreichte sie beim internationalen Songfestival in Malta den ersten Platz. Später zog sie nach Kiel und wurde Fernsehmoderatorin beim NDR. 1984 nahm sie an der deutschen Vorentscheidung zum Eurovision Song Contest mit dem Lied Niemand teil. Sie belegte den fünften Platz unter zwölf Teilnehmern. 2003 nahm sie ein neues Album auf.
Sie war bis 1996 mit dem Tagesschausprecher Jan Hofer verheiratet und hat mit ihm zwei Söhne.

## Diskografie

### Alben
- 1970: Anne Karin singt Folklore (Trans-World-Records)
- 1972: Anne-Karin
- 1973: Musik ist mein Leben (Decca)
- 2003: Träume haben Flügel (Funny Artists)
- 2009: Einmal ist Liebe für immer (CariBlue)
- 2010: Zwischen den Gefühlen (CariBlue)

### Singles
- 1969: Ich will warten, bis für mich die Liebe kommt / Alle Rosen der Welt (Trans-World-Records)
- 1972: Traummelodie für zwei / Wein’ nicht, kleiner Clown (Decca)
- 1973: Meine Seele ist ein Spiegel / Dieser uralte Zauber (Decca)
- 1973: Musik ist mein Leben / Einmal fällt der Würfel (Decca)
- 1973: Dreh dich weiter, Ballerina / Gitano (Decca)
- 1974: Damals im Frühling / Die Zeit mit dir (Decca)
- 1974: Komm doch vor, Matador / Sonne am Morgen (Decca)
- 1975: Mein Lied geht zu dir auf die Reise / Auf dem Weg in die Vergangenheit (Decca)
- 1975: Etwas mehr / John (Decca)
- 1976: Du liebst mich nur bei Nacht und Nebel / Ein Abend, den man nie vergißt (Decca)
- 1976: Oh Nina / …drum behalte die Ruh! (Jupiter-Records)
- 1977: Junge, Junge, ich mag dich / Freunde, Freunde, laßt euch sagen (Jupiter-Records)
- 1977: Wo sind die Vögel geblieben / Viele schöne Stunden (Jupiter-Records)
- 1977: Wir wünschen frohe Weihnachten / Jingle Bells – mit Nina Lizell, Roberto Blanco, Jerry Rix, Chris Roberts, Martin Mann und Teddy Parker (Jupiter-Records)
- 1978: Mir han gespielt am liebschte nur im Dreck / Die Kinner spiele (Jupiter-Records)
- 1978: Eine kleine Liebe / Diesen Tag… (Jupiter-Records)
- 1980: Er war da, als ich dich brauchte / Die Erde bewegt sich (Aladin)
- 1981: Zum ersten Mal in meinem Leben / Halt mich fest (Aladin)
- 1981: Damals, als der Regen kam (Cryin’ in the Rain) / Sag’ nicht, ich lieb’ dich (Aladin)
- 1982: Hätt’ ich’s geahnt / Ich hab’ geträumt (wir fingen noch einmal von vorne an) (Aladin)
- 1984: Niemand / Himmelblaue Augen machen keinen Engel (Intercord)
- 2009: Wenn du mich mal nicht mehr liebst (CariBlue)
- 2009: Stell dir vor, du könntest auch noch tanzen (CariBlue)